# Jalali
Jalali là một thị xã và là một nagar panchayat của quận Aligarh thuộc bang Uttar Pradesh, Ấn Độ.

## Địa lý
Jalali có vị trí 27°52′B 78°16′Đ / 27,87°B 78,27°Đ Nó có độ cao trung bình là 178 mét (583 feet).

## Nhân khẩu
Theo điều tra dân số năm 2001 của Ấn Độ, Jalali có dân số 17.451 người. Phái nam chiếm 54% tổng số dân và phái nữ chiếm 46%. Jalali có tỷ lệ 39% biết đọc biết viết, thấp hơn tỷ lệ trung bình toàn quốc là 59,5%: tỷ lệ cho phái nam là 49%, và tỷ lệ cho phái nữ là 26%. Tại Jalali, 18% dân số nhỏ hơn 6 tuổi.